# تنيراو (أسطورة)
تنيراو (بالإنجليزية: Tinirau)‏ إله البحر في أساطير ميلانيزيا - وله صورتان: الأولى إلهية، والثانية بشرية. كان، بوصفه موجودا بشريا، شابا وسيما ومحبوبا. كانت له علاقات غرامية بالإلهة حنا Hina وهو يظهر في صورة حيوان على هيئة طائر حرب. يحوم حول الماء، ويضرب بلا إنذار. فيدمر البشر وقواربهم.

### أساطير بولينيزية
- أتيا وبابا
- حوميتي كيتيكي
- في إي (ميثولوجيا)
- فيفارنجو
- هوميا (ميثولوجيا)
- ماراما (ميثولوجيا)
- ماكي (ميثولوجيا)
- موي (ميثولوجيا)

### أساطير ميكرونيزية
- ألولوي (ميثولوجيا)
- كيراتا (ميثولوجيا)
- لؤا (ميثولوجيا)
- لاتيميكيك